# Pterogobius
Pterogobius é um género de peixe da família Gobiidae e da ordem Perciformes.

## Espécies
- Pterogobius elapoides (Günther, 1872)[3]
- Pterogobius virgo (Temminck & Schlegel, 1845)[4]
- Pterogobius zacalles (Jordan & Snyder, 1901)[5]
- Pterogobius zonoleucus (Jordan & Snyder, 1901)[5][6][7][8][9][10][11][12]